# Gasterogrimmia arvernica
Gasterogrimmia arvernica là một loài Rêu trong họ Grimmiaceae. Loài này được (H. Philib.) Buyss. mô tả khoa học đầu tiên năm 1883.